# 1983-as Formula–1 világbajnokság
Az 1983-as Formula–1-es szezon volt a 34. FIA Formula–1 világbajnoki szezon. 1983. március 13-ától október 15-éig tartott, összesen tizenöt futamon keresztül.
Az elmúlt évek botrányai és tragédiái után ez végre egy nyugodtnak nevezhető év volt, halálos baleset és technikai disputák nélkül. Ebben az idényben kezdtek el széles körben elterjedni a turbómotorok. Nelson Piquet másodszor is világbajnok lett (az első egyéni világbajnok turbómotoros autóval), alig megelőzve az utolsó futamon kieső Alain Prostot, aki a bajnokságot túlnyomórészt vezette. Ez volt az első egyéni bajnoki cím a sportágban, amelyet turbómotoros autóval arattak.
A Ferrari ismét csapatvilágbajnok lett Patrick Tambay-jal és René Arnoux-val, ám ezt a teljesítményét 1999-ig nem tudta megismételni. Mindez egyedülálló volt annak fényében is, hogy a jobban teljesítő ferraris pilóta, Arnoux is mindössze harmadik lett az egyéni összetettben.
Egy futamot rendeztek, amelyet nem számítottak be a bajnoki küzdelmekbe, a Brands Hatch-ben megrendezett Race of Champions versenyt. A mai napig ez volt az utolsó olyan alkalom, hogy az idényen belül annak eredményébe be nem számító külön versenyt rendeztek a pilótáknak.

## Csapatok és pilóták
| Csapat                              | Konstruktőr       | Kasztni      | Motor                                    | Gumik | Rajtszám | Pilóta                 | Versenyek |
| ----------------------------------- | ----------------- | ------------ | ---------------------------------------- | ----- | -------- | ---------------------- | --------- |
| TAG Williams Team                   | Williams-Ford     | FW08C        | Ford-Cosworth DFV 3L V8 szívó            | G     | 1        | Keke Rosberg           | 1–14      |
| TAG Williams Team                   | Williams-Ford     | FW08C        | Ford-Cosworth DFV 3L V8 szívó            | G     | 2        | Jacques Laffite        | 1–14      |
| TAG Williams Team                   | Williams-Ford     | FW08C        | Ford-Cosworth DFV 3L V8 szívó            | G     | 42       | Jonathan Palmer        | 14        |
| TAG Williams Team                   | Williams-Honda    | FW09         | Honda RA163E 1,5L V6 turbó               | G     | 1        | Keke Rosberg           | 15        |
| TAG Williams Team                   | Williams-Honda    | FW09         | Honda RA163E 1,5L V6 turbó               | G     | 2        | Jacques Laffite        | 15        |
| Benetton Tyrrell Team               | Tyrrell-Ford      | 011B 012     | Ford-Cosworth DFV/DFY 3L V8 szívó        | G     | 3        | Michele Alboreto       | Mind      |
| Benetton Tyrrell Team               | Tyrrell-Ford      | 011B 012     | Ford-Cosworth DFV/DFY 3L V8 szívó        | G     | 4        | Danny Sullivan         | Mind      |
| Fila Sport Brabham                  | Brabham-BMW       | BT52 BT52B   | BMW M12/13 1,5L soros négyhengeres turbó | M     | 5        | Nelson Piquet          | Mind      |
| Fila Sport Brabham                  | Brabham-BMW       | BT52 BT52B   | BMW M12/13 1,5L soros négyhengeres turbó | M     | 6        | Riccardo Patrese       | Mind      |
| Marlboro McLaren International Team | McLaren-Ford      | MP4/1C       | Ford-Cosworth DFV/DFY 3L V8 szívó        | M     | 7        | John Watson            | 1–12      |
| Marlboro McLaren International Team | McLaren-Ford      | MP4/1C       | Ford-Cosworth DFV/DFY 3L V8 szívó        | M     | 8        | Niki Lauda             | 1–11      |
| Marlboro McLaren International Team | McLaren-TAG       | MP4/1E       | TAG-Porsche TTE PO1 1,5L V6 turbó        | M     | 7        | John Watson            | 13–15     |
| Marlboro McLaren International Team | McLaren-TAG       | MP4/1E       | TAG-Porsche TTE PO1 1,5L V6 turbó        | M     | 8        | Niki Lauda             | 12–15     |
| Team ATS                            | ATS-BMW           | D6           | BMW M12/13 1,5L soros négyhengeres turbó | G     | 9        | Manfred Winkelhock     | Mind      |
| John Player Special Team Lotus      | Lotus-Ford        | 92           | Ford-Cosworth DFV/DFY 3L V8 szívó        | P     | 11       | Elio de Angelis        | 1         |
| John Player Special Team Lotus      | Lotus-Ford        | 92           | Ford-Cosworth DFV/DFY 3L V8 szívó        | P     | 12       | Nigel Mansell          | 1–8       |
| John Player Special Team Lotus      | Lotus-Renault     | 93T 94T      | Renault-Gordini EF1 1,5L V6 turbó        | P     | 11       | Elio de Angelis        | 2–15      |
| John Player Special Team Lotus      | Lotus-Renault     | 93T 94T      | Renault-Gordini EF1 1,5L V6 turbó        | P     | 12       | Nigel Mansell          | 9–15      |
| Équipe Renault Elf                  | Renault           | RE30C RE40   | Renault-Gordini EF1 1,5L V6 turbó        | M     | 15       | Alain Prost            | Mind      |
| Équipe Renault Elf                  | Renault           | RE30C RE40   | Renault-Gordini EF1 1,5L V6 turbó        | M     | 16       | Eddie Cheever          | Mind      |
| RAM Racing Team March               | RAM-Ford          | 01           | Ford-Cosworth DFV/DFY 3L V8 szívó        | P     | 17       | Eliseo Salazar         | 1–6       |
| RAM Racing Team March               | RAM-Ford          | 01           | Ford-Cosworth DFV/DFY 3L V8 szívó        | P     | 17       | Jacques Villeneuve Sr. | 8         |
| RAM Racing Team March               | RAM-Ford          | 01           | Ford-Cosworth DFV/DFY 3L V8 szívó        | P     | 17       | Kenny Acheson          | 9–15      |
| RAM Racing Team March               | RAM-Ford          | 01           | Ford-Cosworth DFV/DFY 3L V8 szívó        | P     | 18       | Jean-Louis Schlesser   | 3         |
| Marlboro Team Alfa Romeo            | Alfa Romeo        | 183T         | Alfa Romeo 890T 1,5L V8 turbó            | M     | 22       | Andrea de Cesaris      | Mind      |
| Marlboro Team Alfa Romeo            | Alfa Romeo        | 183T         | Alfa Romeo 890T 1,5L V8 turbó            | M     | 23       | Mauro Baldi            | Mind      |
| Équipe Ligier Gitanes               | Ligier-Ford       | JS21         | Ford-Cosworth DFV/DFY 3L V8 szívó        | M     | 25       | Jean-Pierre Jarier     | Mind      |
| Équipe Ligier Gitanes               | Ligier-Ford       | JS21         | Ford-Cosworth DFV/DFY 3L V8 szívó        | M     | 26       | Raul Boesel            | Mind      |
| Scuderia Ferrari                    | Ferrari           | 126C2B 126C3 | Ferrari 021 1,5L V6 turbó                | G     | 27       | Patrick Tambay         | Mind      |
| Scuderia Ferrari                    | Ferrari           | 126C2B 126C3 | Ferrari 021 1,5L V6 turbó                | G     | 28       | René Arnoux            | Mind      |
| Arrows Racing Team                  | Arrows-Ford       | A6           | Ford-Cosworth DFV 3L V8 szívó            | G     | 29       | Marc Surer             | Mind      |
| Arrows Racing Team                  | Arrows-Ford       | A6           | Ford-Cosworth DFV 3L V8 szívó            | G     | 30       | Chico Serra            | 1, 3–5    |
| Arrows Racing Team                  | Arrows-Ford       | A6           | Ford-Cosworth DFV 3L V8 szívó            | G     | 30       | Alan Jones             | 2         |
| Arrows Racing Team                  | Arrows-Ford       | A6           | Ford-Cosworth DFV 3L V8 szívó            | G     | 30       | Thierry Boutsen        | 6–15      |
| Kelémata Osella                     | Osella-Ford       | FA1D         | Ford-Cosworth DFV 3L V8 szívó            | M     | 31       | Corrado Fabi           | 1–8       |
| Kelémata Osella                     | Osella-Ford       | FA1D         | Ford-Cosworth DFV 3L V8 szívó            | M     | 32       | Piercarlo Ghinzani     | 1–3       |
| Kelémata Osella                     | Osella-Alfa Romeo | FA1E         | Alfa Romeo 1260 3L V12 szívó             | M     | 31       | Corrado Fabi           | 9–15      |
| Kelémata Osella                     | Osella-Alfa Romeo | FA1E         | Alfa Romeo 1260 3L V12 szívó             | M     | 32       | Piercarlo Ghinzani     | 4–15      |
| Theodore Racing Team                | Theodore-Ford     | N183         | Ford-Cosworth DFV 3L V8 szívó            | G     | 33       | Roberto Guerrero       | 1–14      |
| Theodore Racing Team                | Theodore-Ford     | N183         | Ford-Cosworth DFV 3L V8 szívó            | G     | 34       | Johnny Cecotto         | 1–13      |
| Candy Toleman Motorsport            | Toleman-Hart      | TG183B       | Hart 415T 1,5L soros négyhengeres turbó  | P     | 35       | Derek Warwick          | Mind      |
| Candy Toleman Motorsport            | Toleman-Hart      | TG183B       | Hart 415T 1,5L soros négyhengeres turbó  | P     | 36       | Bruno Giacomelli       | Mind      |
| Spirit Racing                       | Spirit-Honda      | 201 201C     | Honda RA163E 1,5L V6 turbó               | G     | 40       | Stefan Johansson       | 9–14      |

### Csapatváltozások
- A Team Lotus csapatfőnöke, Colin Chapman 1982 decemberében elhunyt. A feladatait Peter Warr vette át.
- A Fittipaldi csapat pénzhiány miatt megszűnt.
- Az Ensign csapat beolvadt a Theodore Racingbe.
- A March Engineering ebben az idényben nem indult önálló csapatként. A RAM Racing részére készítettek kasztnikat, de konstruktőrként nem vettek részt.
- Az ATS csapat a Ford-Cosworth DFV szívómotorokról a BMW M12/13 másfél literes soros négyhengeres turbómotorjaira váltott.
- Az Alfa Romeo a saját gyártású 1260-as szívómotorját az ugyancsak házon belül készített 890T megjelölésű V8-as turbóra cserélte.
- A Ligier elvesztette a Talbot szponzorációját, és vele együtt a Matra V12-es motorokat is. Ennek köszönhetően ők is Ford-Cosworth szívómotorkra váltottak.
- Az Avon mint gumiszállító kiszállt a sportágból.

### Szezon közbeni változások
- Az idény során több csapat is úgy vélte, hogy megéri turbómotorokra váltani. A legtöbben elég óvatosak voltak és egyszerre párhuzamosan is szerepeltettek szívós és turbós autókat. A Lotus az idénynyitó után Ford-Cosworth motorokról Renault turbókra váltott,ugyanazokra, mint amiket a gyári Renault csapat is használt. A holland nagydíjtól a McLaren volt az, amely szintén a Ford-Cosworth motorokat cserélte le a Porsche által épített, TAG névre átcímkézett V6-os turbókra. A szezonzárón pedig a Williams volt az, amely ugyancsak a Ford-Cosworth motort cserélte le a Honda turbómotorjára. Mivel kizárólagossági szerződést kötöttek, ezért a Spirit csapat elvesztette ezeket a motorokat.
- Az Osella csapat is motort cserélt, de ők nem úgy, mint a többiek: a Ford-Cosworth egységeket az Alfa Romeo V12-es motorjára cserélték.
- A Spirit csapat, amely a Honda gyári támogatásával lépett be a sportágba, idény közben csatlakozott.

### Pilótaváltozások
- René Arnoux otthagyta a Renault csapatát, és helyette a konstruktőri címvédő Ferrarihoz igazolt, ahol Patrick Tambay lett a csapattársa. A Renault a helyére leigazolta Eddie Cheevert.
- Jacques Laffite a Ligier csapattól a Williamshez igazolt. A Ligier új pilótafelállással kezdte meg az évet: Jean-Pierre Jarier és Raul Boesel érkezett hozzájuk.
- További nyolc pilótacsere zajlott le a kisebb csapatoknál.
- Az idény közben a RAM Racing sűrűn cserélgette a pilótáit, összesen négyet.
- A nem sokkal korábban visszavonult Alan Jones egy verseny erejére visszatért az Arrows csapat színeiben. Chico Serrát helyettesítette, akinek egyébként sem volt sokáig maradása, mert a több szponzori pénzt hozó Thierry Boutsen került a helyére pár futam után.
- Stefan Johansson a Spriit csapat színeiben bukkant fel a rajtrácson.
- Brands Hatch-ben a Williams egy harmadik autót is indított, amelyet Jonathan Palmer vezethetett.

## Nagydíjak
| #   | Verseny                 | Dátum          | Pálya                     | Győztes pilóta   | Győztes csapat | Összefoglaló |
| --- | ----------------------- | -------------- | ------------------------- | ---------------- | -------------- | ------------ |
| 374 | brazil nagydíj          | Március 13.    | Jacarepaguá               | Nelson Piquet    | Brabham-BMW    | Összefoglaló |
| 375 | nyugat-amerikai nagydíj | Március 27.    | Long Beach                | John Watson      | McLaren-Ford   | Összefoglaló |
| -   | Race of Champions       | Április 10.    | Brands Hatch              | Keke Rosberg     | Williams-Ford  | Összefoglaló |
| 376 | francia nagydíj         | Április 17.    | Paul Ricard               | Alain Prost      | Renault        | Összefoglaló |
| 377 | San Marinó-i nagydíj    | Május 1.       | Imola                     | Patrick Tambay   | Ferrari        | Összefoglaló |
| 378 | monacói nagydíj         | Május 15.      | Monaco                    | Keke Rosberg     | Williams-Ford  | Összefoglaló |
| 379 | belga nagydíj           | Május 22.      | Spa-Francorchamps         | Alain Prost      | Renault        | Összefoglaló |
| 380 | kelet-amerikai nagydíj  | Június 5.      | Detroit                   | Michele Alboreto | Tyrrell-Ford   | Összefoglaló |
| 381 | kanadai nagydíj         | Június 12.     | Circuit Gilles Villeneuve | René Arnoux      | Ferrari        | Összefoglaló |
| 382 | brit nagydíj            | Július 16.     | Silverstone               | Alain Prost      | Renault        | Összefoglaló |
| 383 | német nagydíj           | Augusztus 7.   | Hockenheimring            | René Arnoux      | Ferrari        | Összefoglaló |
| 384 | osztrák nagydíj         | Augusztus 14.  | Österreichring            | Alain Prost      | Renault        | Összefoglaló |
| 385 | holland nagydíj         | Augusztus 28.  | Zandvoort                 | René Arnoux      | Ferrari        | Összefoglaló |
| 386 | olasz nagydíj           | Szeptember 11. | Monza                     | Nelson Piquet    | Brabham-BMW    | Összefoglaló |
| 387 | európai nagydíj         | Szeptember 25. | Brands Hatch              | Nelson Piquet    | Brabham-BMW    | Összefoglaló |
| 388 | dél-afrikai nagydíj     | Október 15.    | Kyalami                   | Riccardo Patrese | Brabham-BMW    | Összefoglaló |

Az eredeti naptár még 18 versennyel számolt, ebből végül csak 15 lett, eggyel kevesebb, mint az előző évben.
- Dél-Afrika, amely eddig az idénynyitó verseny volt, most a legutolsó futam lett.
- A francia nagydíj júliusról áprilisba került át.
- A belga nagydíjat nem Zolderben, hanem Spa-Francorchamps-ban rendezték meg a rotációs elv alapján, időben pedig májusba került, Monaco után. Hasonlóképpen a brit nagydíjat Silverstone-ban rendezték, Brands Hatch pedig mint európai nagydíj került be a naptárba.
- A holland nagydíj július elejéről augusztus végére került.
- A svájci nagydíj és a Las Vegas-i nagydíj kikerültek a naptárból[2].
- Április 10-én rendezték meg a Race of Champions versenyt, amely nem számított bele a bajnoki küzdelmekbe.
- Az eredeti tervek szerint január 30-án argentin nagydíjat rendeztek volna, de törölték.
- Bürokratikus akadályok miatt ugyancsak törölték az augusztus 21-ére tervezett szovjet nagydíjat, amit Moszkvában rendeztek volna meg.
- A tervek szerint New York is rendezett volna egy futamot, méghozzá Flushing Meadows-ban, Queens-ben, szeptember 25-én[3]. Mivel erre nem került sor, ezért ugrott be helyette Brands Hatch.

## Szabályváltozások
- Komoly változtatás volt az előző évekhez képest, hogy előírták: az autók padlólemezének teljesen síknak kell lenniük. Ezzel gyakorlatilag be is tiltották a szívóhatás (ground effect) használatát[4]. A cél a kanyarsebességek és az ezzel járó balesetveszély csökkentése volt, miután 1982-ben két halálos áldozatot és több súlyos sérültet is követelt a sportág[5].
- Betiltották a négykerékmeghajtást és azt is rögzítették, hogy az autóknak csak négy kereke lehet[6].
- A minimumtömeget 540 kg-ban határozták meg[7].
- Az autók hátulján található vörös jelzőfény minimális teljesítményét 21 wattban szabták meg[8].

## Az idény

### Az első futamok
Hat héttel az idény kezdete előtt (ami a szezon második versenye lett volna egészen odáig) a FISA betiltotta a szívóhatás kihasználását, az autók oldalán a szoknyákat, továbbá előírta a teljesen lapos padlólemezt. Hogy legyen idő a csapatoknak felkészülni az új szabályokra, a dél-afrikai nagydíjat, amivel kezdődött volna az év, áttették az idény végére. Így az első verseny az évben a brazil volt. A címvédő Rosberg szerzett pole pozíciót, amely 1989-ig az utolsó alkalom volt, hogy egy szívómotoros autó egyáltalán az első sorba kvalifikáljon. Hat körig vezette is a versenyt, de ezután nem tudta már feltartani a mögötte jövő, sokkal erősebb turbómotoros Brabhamet vezető Piquet-t. Ráadásul Rosberg autója ki is gyulladt a boxkiállás során, és mire eloltották a tüzet és vissza tudott menni a versenybe, már kilencedik volt. Ugyan vissza tudott kapaszkodni egészen a második helyig, de Piquet győzelmét senki nem veszélyeztette. Rosberget utóbb ki is zárták, mert a boxutcában betolták az autóját, ami tilos. Ez egy nagyon furcsa helyzetet eredményezett, ugyanis Laudát nem sorolták előre másodiknak, hanem maradt harmadik, a második helyet pedig egyszerűen nem érte el senki. Összesen öt pilóta szerzett így pontot, köztük Rosberg csapattársa, Laffite, aki meglepetésszerűen került előre a mezőny hátsó traktusaiból. A Ferrarinak nem volt jó napja, csak két pontot szereztek, ahogy a Renault-nak sem, amely még mindig a régi autója átdolgozott változatát használta, és pont nélkül távoztak.
A következő futam Long Beach-en volt, ahol Tambay került pole pozícióba. A 25. körig vezetett is, de ekkor összeakadt Rosberggel. Mindketten kipördültek, Tambay feladta a versenyt, Rosberg azonban tovább folytatta. Egészen addig, amíg meg nem érkezett Laffite, és egy ugyanilyen balesetben most ő húzta a rövidebbet. A McLaren párosa, John Watson és Niki Lauda a 22. és 23. helyről rajtoltak és jöttek egyre feljebb. Az élen Laffite és Patrese egyre inkább csak küszködtek a használt gumikon, a két McLaren pedig simán megelőzte őket. Innentől a csapat kettős győzelmét semmi nem veszélyeztette, és elértek egy rekordot is, miután a 22. helyről rajtolva még senki nem nyert versenyt. Mivel Patrese autója a végén lerobbant, a dobogóra még Arnoux fért oda. Ezen a versenyen Chico Serrát a visszatérő Alan Jones helyettesítette az Arrows csapatnál, de a kudarcos szereplés miatt az együttműködés nem folytatódott. Ez volt az utolsó Formula–1-es futam Long Beach-en, miután a szervezők szerint túl drága volt a megrendezése.

### Európai futamok
Ekkor Lauda vezette a bajnokságot úgy, hogy egyébként egyik versenyt sem nyerte meg. Mögötte a két futamgyőztes állt egy-egy pont lemaradással. A McLaren már nagyobb, tízpontos előnnyel állt a Brabham előtt a konstruktőri bajnokságban.
A francia nagydíj következett, ahol a RAM csapat két autóval próbált nevezni, de Jean-Louis Schlessernek nem jött össze a kvalifikáció. A versenyt azért tették át áprilisra, hogy elkerüljék a nyárközepi hőséget. A futamon Alain Prost dominált: pole pozícióból indult, ő nyert, övé lett a leggyorsabb kör, és három kört leszámítva ő is vezette a versenyt. A maradék három körben a második helyen álló Piquet állt az élen. Cheever a másik Renault-val harmadikként futott be. Ez változtatott a bajnokság állásán is, mert Piquet átvette a vezetést, Watson és Prost pedig egy ponttal lemaradva másodikok voltak. Mivel a McLaren egyetlen pontot sem szerzett, az előnyük elolvadt, és a Brabham mellett már a Renault is feljött rájuk.
Imolában Arnoux került pole-ba, a rajtot követően pedig csapattársa, Tambay is felzárkózott mellé. Patrese azonban váratlanul mindkettejüket megelőzte és az élre állt. A Ferrari egyik pilótája se tudott mit kezdeni vele, hiába próbálkoztak. A 34. körben aztán Tambay sikerrel járt és átvette a vezetést, Hat körrel a vége előtt aztán egy megtorpanás miatt Patrese visszavette azt. Nem sokáig tartott ez, ugyanis az Aqua Minerale kanyarban megcsúszott és beleállt a gumifalba. Tambay lett a győztes, mögötte a második helyre felkapaszkodó Prost, valamint Arnoux végzett. Piquet motorhiba miatt nem tudott pontot szerezni, ami azt eredményezte, hogy a bajnokság állása megint változott: most Piquet és Prost álltak pontegyenlőséggel az élen, mögöttük egy ponttal lemaradva pedig Tambay. A Ferrari átvette a vezetést a konstruktőri összetettben, mögöttük a McLaren és a Renault állt.
Monacóban Prost indulhatott az élről, mellőle pedig Arnoux. A rajtnál mindkettejüket megelőzte Rosberg, aki a nedves pályán slick gumikat tett fel a többiekkel szemben, akik átmeneti esőgumival próbálkoztak. Az érkező eső és a több baleset ellenére Rosberg végig megtartotta a vezető helyet és győzött. Mögötte Piquet és Prost végeztek, így az előbbi újra átvette a vezetést az összetettben.
Ezt követően a mezőny Belgiumba látogatott. Spa-Francorchampsban akkor már tizenhárom éve nem rendeztek nagydíjat, és a pálya is alaposan átépült. A korábbi 14 km-es hosszt a felére csökkentették és a biztonságot is jelentősen növelték, de ettől még maradt ugyanaz a gyors, lendületes versenypálya. Prost megint pole pozíciót szerzett, a rajtnál azonban átvette a vezetést Andrea de Cesaris, aki sokáig meg is tartotta azt. Győzelmi esélyeit egy elrontott boxkiállás, majd az Alfa Romeo-motor meghibásodása nullázták le. Prost így könnyűszerrel nyert, Tambay lett a második, Cheever pedig a harmadik. Most már Prost vezette a világbajnokságot, Piquet és Tambay előtt, a konstruktőri összetettben pedig a Renault állt az élre. A futamon debütált a helyi Thierry Boutsen is, miután az Arrows ezúttal végleg kitette Chico Serrát.

### Észak-Amerikában
Detroitban némiképp változtattak a pályán, kivettek belőle egy hajtűkanyart. Itt Arnoux került a pole-ba, de Piquet lerajtolta. Pár körrel később visszavette a vezetést, de a Ferrari megadta magát. Miután Piquet ezt követően defekt miatt visszaesett Michele Alboreto állt az élre a Tyrrell-lel és meg is nyerte a versenyt. Rosberg második lett, Watson pedig harmadik. A Lotus ezen a versenyen szerezte Mansell hatodik helyével idénybeli első pontját. Mivel Prost nem szerzett pontot, ugyan továbbra is az élen állt, de Piquet, Tambay, és most már Rosberg is zárkóztak fel rá. A Renault vezette ugyan a konstruktőrit, de a második helyet átvevő Williams jött fel rájuk.
Kanadában rendezték a következő versenyt, az immár Gilles Villeneuve-ről elnevezett pályán. Testvére, Jacques Villeneuve Sr. ezen a versenyen részt vett volna a RAM csapattal, de nem tudott kvalifikálni. Arnoux került pole pozícióba és vezette is a versenyt, a boxkiállásokat leszámítva. Futamgyőzelmével ő lett az addigi nyolc verseny alatt a hetedik futamgyőztes, a Ferrarival pedig először nyert. Patrese sokáig esélyes volt a második helyre, de kiesett, így az idényben még mindig nem szerzett egyetlen pontot sem. Így Cheever és Tambay örökölték meg a dobogó két másik helyét. Az egyéniben továbbra is Prost vezetett, a konstruktőriben viszont a Renault és a Ferrari holtversenyben álltak az élen.

### Az európai nyár
A brit nagydíjat Silverstone-ban rendezték. Habár úgy volt, hogy Villeneuve helyére visszatér a RAM csapathoz Eliseo Salazar, ők inkább Kenny Achesont választották, aki aztán maradt is állandóra. Ezen a futamon debütált a Honda gyári támogatását élvező Spirit csapat is, akiknek egyetlen versenyzője Stefan Johansson volt, és leginkább a következő idényre készültek. Arnoux került pole pozícióba az új, 126C3-as Ferrarival, akit lerajtolt a csapattársa, Tambay. Hiába voltak azonban a Ferrarik gyorsak, Prost autója nemcsak az egyenesekben volt jó, így hamar megelőzte mindkettejüket. Meg is nyerte a versenyt, mögötte Piquet lett a második, Tambay pedig harmadik. Az immár Renault-turbómotoros Lotust vezető Mansell negyedik lett. A bajnokságban Prost és a Renault is vezettek, és Piquet is jött fel. Míg az egyéni bajnokság többesélyes volt, az már körvonalazódott, hogy a konstruktőri címre csak a Renault és a Ferrari esélyesek.
A német nagydíjon Tambay megszerezte a Ferrari sorozatban negyedik pole-ját. Arnoux azonban lerajtolta és motorhiba miatt egyébként is kiesett. Ugyan Piquet is harcban volt a győzelemért, végül Arnoux mégis megszerezte azt. Piquet autója ráadásul három körrel a vége előtt megadta magát, így de Cesaris lett a második, a harmadik pedig az az évi első pontjait megszerző Patrese. Prost már kilenc ponttal vezette a bajnokságot Piquet előtt, a két Ferrari-pilóta pedig közelített rájuk. A Ferrari visszavette a konstruktőriben a vezetést.
Ausztriában Tambay újabb pole-t szerzett és vezetett is, de a boxkiállások után elment az olajnyomás, ezért feladni kényszerült a futamot. Ekkor Arnoux vette át a vezetést, őt viszont a végén Prost megelőzte. A harmadik helyre Piquet ért oda. Prost most már 14 ponttal vezette a bajnokságot, a Renault pedig újra az élre állt a konstruktőriben.
A holland nagydíjon Piquet indulhatott az élről (ezzel megszakítva az év tendenciáját, hogy kizárólag francia versenyzők szerezték meg a pole pozíciót) és sokáig vezetett is. A 41. körben Prost megpróbálta megelőzni, erre összeütköztek és mindketten kiestek. Arnoux örökölte meg a vezető helyet és nyert, ami kettős győzelem lett, mert a sokáig második helyen autózó Patrese technikai problémák miatt visszaesett. A harmadik helyezett Watson lett. A futam egyébként is sok kiesőt hozott, így a Tolemanes Derek Warwick, az Alfa Romeós Mauro Baldi és Mivhele Alboreto a Tyrrell-lel is pontot szereztek. Prost mögé felzárkózott az egyéni összetettben Arnoux, de még mindig 8 pont lemaradással. Ezen a versenyen debütált a TAG-Posche turbómotoros McLaren is, amit most még csak Lauda vezetett.

### Az utolsó versenyek
Már csak három verseny volt hátra az idényből, a következőt Monzában rendezték. Meglepetésre Patrese került pole pozícióba, mögötte a két Ferrari indulhatott. Piquet gyorsan lerajtolta őket, majd a harmadik körben a vezetést is átvette, miután csapattársa ismét kiállni kényszerült műszaki hiba miatt. Győzelmét innentől senki nem veszélyeztette, és végül a szezonnyitó után újra diadalmaskodni tudott. Arnoux második lett, Cheever pedig harmadik. Prost nem szerzett pontot, amely az egyéni bajnokságot újra nyitottá tette: előnye már csak két pont volt Arnoux előtt és öt pont Piquet előtt.
Mivel New Yorkban nem tudták megrendezni a futamot, a mezőny visszalátogatott Brands Hatch-be, ahol az európai nagydíj névre keresztelt versenyt futották. A Theodore csapat csak egy autóval vett részt, mert Johnny Cecottónak nem volt elég pénze - és tulajdonképpen a csapatnak sem, mert ez volt az utolsó versenyük. A Spririt csapat is bejelentette, hogy nem jönnek el, mert már 1984-re koncentrálnak. A Williams három autót is indított, a harmadikat Jonathan Palmer vezette. Ő volt egyébként az egyetlen, aki befejezte a futamot, habár csak a tizenharmadik helyen,mert Rosberg kiesett, Laffite pedig még kvalifikálni sem tudott. Pole pozícióba de Angelis került a Lotusszal, akit Patrese megelőzött a rajtnál. Az első boxkiállásoknál aztán hátracsúszott, és mivel de Angelis autója is rakoncátlankodni kezdett, Piquet átvette a vezetést. Ő meg is nyerte a versenyt, így ő lett az első pilóta, aki zsinórban két versenyt is meg tudott nyerni. A második a keményen küzdő Prost lett, Mansell pedig a Lotus azévi első dobogóját szerezve harmadik. 
Az idény utolsó futamát megelőzően a bajnokság állása kiélezett volt. Prost még mindig az élen állt, de Piquet már csak két ponttal volt mögötte, és még Arnoux-nak is volt matematikai esélye a cím megszerzésére, feltéve ha Prost nem szerez pontot, Piquet pedig legfeljebb csak ötödik lesz.
Az utolsó versenyt Dél-Afrikában rendezték meg. Tambay szerezte meg a pole-t, mögüle Piquet rajtolhatott. Prost csak az ötödik helyre kvalifikált, ami azt jelentette, hogy ha így futnak be, Piquet a világbajnok. Ő gyorsan át is vette a vezetést a rajtnál, de Prost nem hagyta magát, és feljött a harmadik helyre. Csakhogy a 44. körben a turbója megadta magát és kiesett. Ez azt jelentette, hogy Piquet-nek már elég volt a legjobb négyben végeznie. Végül úgy döntött, hogy nem kockáztat, és inkább elengedte Patresét, aki megszerezte a győzelmet. A második helyre sem ő futott be, hanem Andrea de Cesaris, miután az eredetileg második Lauda autója meghibásodott. Piquet a dobogó harmadik fokával megszerezte második világbajnoki címét, mindössze két pont előnnyel. A Ferrari megvédte címét a konstruktőri bajnokságban.

## A bajnokság végeredménye

### Versenyzők
Pontozás:
| Helyezés | 1. | 2. | 3. | 4. | 5. | 6. | 7.-20. |
| -------- | -- | -- | -- | -- | -- | -- | ------ |
| Pont     | 9  | 6  | 4  | 3  | 2  | 1  | 0      |

Az egyéni bajnokságban csak a legjobb tizenegy eredményt vették figyelembe. Mivel egyetlen versenyző sem volt, aki tizenegynél többször szerzett pontot, így ezt a szabályt nem kellett alkalmazni.
| Helyezés | Versenyző                    | BRA | USW | FRA | SMR | MON | BEL | USE | CAN | GBR | GER | AUT | NED | ITA | EUR | RSA | Pont |
| -------- | ---------------------------- | --- | --- | --- | --- | --- | --- | --- | --- | --- | --- | --- | --- | --- | --- | --- | ---- |
| 1        | Nelson Piquet                | 1   | Ki  | 2   | Ki  | 2   | 4   | 4   | Ki  | 2   | 13  | 3   | Ki  | 1   | 1   | 3   | 59   |
| 2        | Alain Prost                  | 7   | 11  | 1   | 2   | 3   | 1   | 8   | 5   | 1   | 4   | 1   | Ki  | Ki  | 2   | Ki  | 57   |
| 3        | René Arnoux                  | 10  | 3   | 7   | 3   | Ki  | Ki  | Ki  | 1   | 5   | 1   | 2   | 1   | 2   | 9   | Ki  | 49   |
| 4        | Patrick Tambay               | 5   | Ki  | 4   | 1   | 4   | 2   | Ki  | 3   | 3   | Ki  | Ki  | 2   | 4   | Ki  | Ki  | 40   |
| 5        | Keke Rosberg                 | KIZ | Ki  | 5   | 4   | 1   | 5   | 2   | 4   | 11  | 10  | 8   | Ki  | 11  | Ki  | 5   | 27   |
| 6        | John Watson                  | Ki  | 1   | Ki  | 5   | NK  | Ki  | 3   | 6   | 9   | 5   | 9   | 3   | Ki  | Ki  | KIZ | 22   |
| 7        | Eddie Cheever                | Ki  | 13  | 3   | Ki  | Ki  | 3   | Ki  | 2   | Ki  | Ki  | 4   | Ki  | 3   | 10  | 6   | 22   |
| 8        | Andrea de Cesaris            | NK  | Ki  | 12  | Ki  | Ki  | Ki  | Ki  | Ki  | 8   | 2   | Ki  | Ki  | Ki  | 4   | 2   | 15   |
| 9        | Riccardo Patrese             | Ki  | 10  | Ki  | Ki  | Ki  | Ki  | Ki  | Ki  | Ki  | 3   | Ki  | 9   | Ki  | 7   | 1   | 13   |
| 10       | Niki Lauda                   | 3   | 2   | Ki  | Ki  | NK  | Ki  | 13  | Ki  | 6   | KIZ | 6   | Ki  | Ki  | Ki  | 11  | 12   |
| 11       | Jacques Laffite              | 4   | 4   | 6   | 7   | Ki  | 6   | 5   | Ki  | 12  | 6   | Ki  | Ki  | NK  | NK  | Ki  | 11   |
| 12       | Michele Alboreto             | Ki  | 9   | 8   | Ki  | Ki  | 14  | 1   | 8   | 13  | Ki  | Ki  | 6   | Ki  | Ki  | Ki  | 10   |
| 13       | Nigel Mansell                | 12  | 12  | Ki  | 12  | Ki  | Ki  | 6   | Ki  | 4   | Ki  | 5   | Ki  | 8   | 3   | HN  | 10   |
| 14       | Derek Warwick                | 8   | Ki  | Ki  | Ki  | Ki  | 7   | Ki  | Ki  | Ki  | Ki  | Ki  | 4   | 6   | 5   | 4   | 9    |
| 15       | Marc Surer                   | 6   | 5   | 10  | 6   | Ki  | 11  | 11  | Ki  | 17  | 7   | Ki  | 8   | 10  | Ki  | 8   | 4    |
| 16       | Mauro Baldi                  | Ki  | Ki  | Ki  | 10  | 6   | Ki  | 12  | 10  | 7   | Ki  | Ki  | 5   | Ki  | Ki  | Ki  | 3    |
| 17       | Danny Sullivan               | 11  | 8   | Ki  | Ki  | 5   | 12  | Ki  | KIZ | 14  | 12  | Ki  | Ki  | Ki  | Ki  | 7   | 2    |
| 18       | Elio de Angelis              | Ki  | Ki  | Ki  | Ki  | Ki  | 9   | Ki  | Ki  | Ki  | Ki  | Ki  | Ki  | 5   | Ki  | Ki  | 2    |
| 19       | Bruno Giacomelli             | Ki  | Ki  | 13  | Ki  | NK  | 8   | 9   | Ki  | Ki  | Ki  | Ki  | 13  | 7   | 6   | Ki  | 1    |
| 20       | Johnny Cecotto               | 13  | 6   | 11  | Ki  | NeK | 10  | Ki  | Ki  | NK  | 11  | NK  | NK  | 12  |     |     | 1    |
| 21       | Thierry Boutsen              |     |     |     |     |     | Ki  | 7   | 7   | 15  | 9   | 13  | 14  | Ki  | 11  | 9   | 0    |
| 22       | Jean-Pierre Jarier           | Ki  | Ki  | 9   | Ki  | Ki  | Ki  | Ki  | Ki  | 10  | 8   | 7   | Ki  | 9   | Ki  | 10  | 0    |
| 23       | Chico Serra                  | 9   |     | Ki  | 8   | 7   |     |     |     |     |     |     |     |     |     |     | 0    |
| 24       | Raul Boesel                  | Ki  | 7   | Ki  | 9   | Ki  | 13  | 10  | Ki  | Ki  | Ki  | NK  | 10  | NK  | 15  | HN  | 0    |
| 25       | Stefan Johansson             |     |     |     |     |     |     |     |     | Ki  | Ki  | 12  | 7   | Ki  | 14  |     | 0    |
| 26       | Manfred Winkelhock           | 15  | Ki  | Ki  | 11  | Ki  | Ki  | Ki  | 9   | Ki  | NK  | Ki  | Ki  | Ki  | 8   | Ki  | 0    |
| 27       | Corrado Fabi                 | Ki  | NK  | Ki  | Ki  | NK  | Ki  | Ki  | Ki  | NK  | NK  | 10  | 11  | Ki  | NK  | Ki  | 0    |
| 28       | Piercarlo Ghinzani           | NK  | NK  | NK  | NK  | NK  | NK  | Ki  | NK  | Ki  | Ki  | 11  | NK  | Ki  | Ki  | Ki  | 0    |
| 29       | Roberto Guerrero             | HN  | Ki  | Ki  | Ki  | NeK | Ki  | HN  | Ki  | 16  | Ki  | Ki  | 12  | 13  | 12  |     | 0    |
| 30       | Kenny Acheson                |     |     |     |     |     |     |     |     | NK  | NK  | NK  | NK  | NK  | NK  | 12  | 0    |
| 31       | Jonathan Palmer              |     |     |     |     |     |     |     |     |     |     |     |     |     | 13  |     | 0    |
| 32       | Eliseo Salazar               | 14  | Ki  | NK  | NK  | NK  | NK  |     |     |     |     |     |     |     |     |     | 0    |
| —        | Alan Jones                   |     | Ki  |     |     |     |     |     |     |     |     |     |     |     |     |     | 0    |
| —        | Jean-Louis Schlesser         |     |     | NK  |     |     |     |     |     |     |     |     |     |     |     |     | 0    |
| —        | Jacques Villeneuve (idősebb) |     |     |     |     |     |     |     | NK  |     |     |     |     |     |     |     | 0    |
| Helyezés | Versenyző                    | BRA | USW | FRA | SMR | MON | BEL | USE | CAN | GBR | GER | AUT | NED | ITA | EUR | RSA | Pont |

### Konstruktőrök
Egyes csapatok kétszer is szerepelnek a bajnoki kiírásban, mert idény közben motort váltottak.
| Helyezés | Konstruktőr       | Model        | Motor               | Gumi | Győzelem | Dobogó | Pole | Leggy. kör | Pont |
| -------- | ----------------- | ------------ | ------------------- | ---- | -------- | ------ | ---- | ---------- | ---- |
| 1        | Ferrari           | 126C2B 126C3 | Ferrari 021         | G    | 4        | 12     | 8    | 3          | 89   |
| 2        | Renault           | RE30C RE40   | Renault-Gordini EF1 | M    | 4        | 11     | 3    | 3          | 79   |
| 3        | Brabham-BMW       | BT52 BT52B   | BMW M12/13          | M    | 4        | 10     | 2    | 5          | 72   |
| 4        | Williams-Ford     | FW08C        | Ford Cosworth DFV   | G    | 1        | 2      | 1    |            | 36   |
| 5        | McLaren-Ford      | MP4/1C       | Ford Cosworth DFV   | M    | 1        | 5      |      | 2          | 34   |
| 6        | Alfa Romeo        | 183T         | Alfa Romeo 890T     | M    |          | 2      |      | 1          | 18   |
| 7        | Tyrrell-Ford      | 011 012      | Ford Cosworth DFY   | G    | 1        | 1      |      |            | 12   |
| 8        | Lotus-Renault     | 93T 94T      | Renault-Gordini EF1 | P    |          | 1      | 1    | 1          | 11   |
| 9        | Toleman-Hart      | TG183B       | Hart 415T           | P    |          |        |      |            | 10   |
| 10       | Arrows-Ford       | A6           | Ford Cosworth DFV   | G    |          |        |      |            | 4    |
| 11       | Williams-Honda    | FW09         | Honda RA163E        | G    |          |        |      |            | 2    |
| 12       | Lotus-Ford        | 92           | Ford Cosworth DFV   | P    |          |        |      |            | 1    |
| 13       | Theodore-Ford     | N183         | Ford Cosworth DFV   | G    |          |        |      |            | 1    |
| 14       | Osella-Ford       | FA1D         | Ford Cosworth DFV   | M    |          |        |      |            |      |
| 15       | McLaren-TAG       | MP4/1E       | TAG Porsche P01     | M    |          |        |      |            |      |
| 16       | Spirit-Honda      | 201C         | Honda RA163E        | G    |          |        |      |            |      |
| 17       | Osella-Alfa Romeo | FA1E         | Alfa Romeo 1260     | M    |          |        |      |            |      |
| 18       | RAM-March-Ford    | 01           | Ford Cosworth DFV   | P    |          |        |      |            |      |
| 19       | Ligier-Ford       | JS21         | Ford Cosworth DFV   | M    |          |        |      |            |      |
| 20       | ATS-BMW           | D6           | BMW M12/13          | G    |          |        |      |            |      |

## Forráshivatkozások
1. ↑  8W - When? - 1983 Race of Champions. 8w.forix.com. (Hozzáférés: 2025. május 14.)
2. ↑  Keilloh, Graham: Looking back: F1's Phantom Races. (Hozzáférés: 2025. május 14.)
3. ↑  „NEW YORK MAY GET '83 AUTO GRAND PRIX”, The New York Times, 1982. október 28. (Hozzáférés: 2025. május 14.) (amerikai angol nyelvű)
4. ↑  Collantine, Keith: Banned: Ground effect (brit angol nyelven). RaceFans, 2007. június 7. (Hozzáférés: 2025. május 14.)
5. ↑  https://www.auto123.com/en/racing-news/f1-technique-a-new-breed-of-formula-1-cars-appeared-in-1983-photos?artid=151947
6. ↑  Collantine, Keith: Banned: Six-wheelers (brit angol nyelven). RaceFans, 2007. március 1. (Hozzáférés: 2025. május 14.)
7. ↑  F1 rules and stats 1980-1989 (brit angol nyelven). www.f1technical.net, 2009. január 1. (Hozzáférés: 2025. május 14.)
8. ↑  Safety Improvements in F1 Since 1963. www.atlasf1.com. (Hozzáférés: 2025. május 14.)